# Iguanura
Iguanura es un género con 40 especies de plantas perteneciente a la familia  de las palmeras (Arecaceae).   Muy relacionado al género Heterospathe, se destaca por la producción de frutas de forma muy variada.

## Distribución y hábitat
A menudo forman grandes colonias. Crecen en  Tailandia, Malasia, Borneo y Sumatra principalmente en las selvas tropicales en las zonas montañosas y forestales hasta los 1.200 m s. n. m.

## Descripción
Este taxón se compone de muy pequeñas palmas de sotobosque que pueden ser solitarias o de agrupación, rara vez de más de 4 m de altura.  Algunas especies tienen raíces adventicias; la mayoría carecen de una corona. Las hojas pueden ser regular o irregularmente pinnadas, con o sin muescas en su ápice, entero o segmentado, con los márgenes dentados.  Muchas producen nuevas hojas de varios colores que son de desusada larga duración, de hecho, incluso las hojas maduras son especialmente persistentes y  a menudo se convierten en sede de algas o varias epífitas con el tiempo.
La inflorescencia por lo general crece dentro de la corona de hojas, pero crece más abajo en aquellas que carecen de corona. Es ramificada, contiene flores masculinas y femeninas, ambas con tres sépalos y tres pétalos. Las flores masculinas son visitadas por abejas, avispas, hormigas y moscas, de éstas sólo las hormigas también visitan las flores femeninas con frecuencia.  La fruta puede ser esférica o en forma de huevo, bilobulada, en forma de huso o planas y de cinco puntas. de color verde, blanco, marrón, rosa o rojo, la fruta lleva una semilla, que generalmente toma la forma del endocarpio.

## Taxonomía
El género fue descrito por Carl Ludwig Blume y publicado en Bulletin des Sciences Physiques et Naturelles en Neerlande 1: 66. 1838.
Etimología
Iguanura: nombre genérico que combina el término español para "lagarto" con la palabra griega para "cola".

## Especies
| - Iguanura ambigua - Iguanura arakudensis - Iguanura asli - Iguanura belumensis - Iguanura bicornis - Iguanura borneensis - Iguanura cemurung - Iguanura chaiana - Iguanura corniculata - Iguanura curvata - Iguanura diffusa - Iguanura divergens | - Iguanura elegans - Iguanura geonomaeformis - Iguanura humilis - Iguanura kelantanensis - Iguanura leucocarpa - Iguanura macrostachya - Iguanura melinauensis - Iguanura minor - Iguanura mirabilis - Iguanura myochodoides - Iguanura palmuncula | - Iguanura parvula - Iguanura perdana - Iguanura piahensis - Iguanura polymorpha - Iguanura prolifera - Iguanura remotiflora - Iguanura sanderiana - Iguanura speciosa - Iguanura speranskyana - Iguanura tenuis - Iguanura thalangensis - Iguanura wallichiana |